# ウーマン・オン・ザ・プラネット
『ウーマン・オン・ザ・プラネット』（Woman On The Planet）は、2012年10月6日から2015年3月28日まで日本テレビ系列で、毎週土曜日の23:30 - 23:55（JST、特別番組などの編成で遅延の場合あり）に放送されていたドキュメントバラエティ番組。

## 概要
それぞれの理由で海外移住を決意し、現地で奮闘する女性たちを応援する。「夢を叶える」か「リタイア」のために帰国したら、次の参加者と入れ替わるシステム。
番組開始から有吉弘行と共に司会を務めてきた大島美幸（森三中）と山本美月は2014年3月を以って卒業し、2014年4月からは大島優子に交代した。内容も素人女性メインの企画から、女性芸能人が海外で色々な事に挑戦する形にリニューアルされた。
筆頭スポンサーは前番組同様に花王（2分提供）となっている。
後番組は、『有吉反省会』が日曜日夜から当時間帯に枠移動し、有吉は継続出演となる

## 出演者
司会
- 有吉弘行
  - メインキャスト。放送開始から終了までMCを務めるが、司会の4人うち唯一海外ロケにいっていない。
- 大島美幸（森三中）（2012年10月6日 - 2014年3月29日）
  - 第34・35話でNY、第76・77話で台湾ロケを行う。自身の妊活休業のため途中降板した。第110話ではゲスト出演している。
- 山本美月（2012年10月6日 - 2014年3月29日）
  - 当番組が初レギュラー出演かつ初のMCとなる[5]。第13・14話でフィレンツェを訪問。大島美幸ともに途中降板した。
- 大島優子（加入当時AKB48所属）（2014年4月5日 - 2015年3月28日）
  - 有吉とは事務所(太田プロ)が同じ、二代目大島MC。第101・102話でグアムを訪問。当番組の司会ぶりが、ラジオ番組「有吉弘行のSUNDAY NIGHT DREAMER」で話題になった[6]。

## 放送リスト
| 第1話  | 10月6日  | 「それぞれの旅立ち」                                |                                |
| 第2話  | 10月13日 | 「それぞれの新生活」                                |                                |
| 第3話  | 10月20日 | 「ウーマン達のお財布事情」                          |                                |
| 第4話  | 10月27日 | 「初めてぶつかる壁」                                |                                |
| 第5話  | 11月3日  | 「初めての涙&恋の予感?」                            |                                |
| 第6話  | 11月10日 | 「オンナ独り 海外で働く」                           |                                |
| 第7話  | 11月17日 | 「新たな出会い… 恋の予感…」                         |                                |
| 第8話  | 11月24日 | 「知られざるローカルスポットめぐり」                |                                |
| 第9話  | 12月1日  | 「イタリアで暮らすのは楽しいけど大変!」             |                                |
| 第10話 | 12月8日  | 「ウーマンたちの就職活動」                          |                                |
| 第11話 | 12月15日 | 「カナダのカフェで働きたい 自分探しウーマン最終章」 |                                |
| 第12話 | 12月22日 | 「クリスマス直前! 海外恋愛SP」                      |                                |
| 第13話 | 12月29日 | 「山本美月イタリア滞在記、前篇!」                   | 山本美月がフィレンツェを訪問。 |

| 第14話 | 1月5日   | 「山本美月イタリア滞在記、後編!」                        | 山本美月がフィレンツェを訪問。                                                       |
| 第15話 | 1月12日  | 「バリエステ卒業独身女31歳帰国のワケ」                   |                                                                                      |
| 第16話 | 1月19日  | 「24歳モデルNYへ…その心の闇」                            |                                                                                      |
| 第17話 | 1月26日  | 「泣き虫女NYへシェアハウス事件勃発」                     |                                                                                      |
| 第18話 | 2月2日   | 「女独りNY移住美味レストラン超体験 」                    |                                                                                      |
| 第19話 | 2月9日   | 「女独りNY移住ナンパ事件&ベーグル」                      |                                                                                      |
| 第20話 | 2月16日  | 「女独りNY移住号泣! 語学学校で恐怖」                     |                                                                                      |
| 第21話 | 2月23日  | 「番組主題歌を歌うJUJUがゲスト出演!」                    |                                                                                      |
| 第22話 | 3月2日   | 「女独りNY移住美グルメ&セレブヨガ!」                     |                                                                                      |
| 第23話 | 3月9日   | 「女独りNY移住同居人登場…大騒動!!」                      |                                                                                      |
| 第24話 | 3月16日  | 「NY女子が夢中流行ケーキ&屋台メシ」                      |                                                                                      |
| 第25話 | 3月23日  | 「フランス移住鬼シェフvs泣かない女」                     |                                                                                      |
| 第26話 | 3月30日  | 「パリ移住」                                             |                                                                                      |
| 第27話 | 4月6日   | 「憧れパリ移住食も住まいも徹底解剖女性必見の最先端生活」 |                                                                                      |
| 第28話 | 4月13日  | 「フランスに移住!! 三ツ星フレンチの裏側」                |                                                                                      |
| 第29話 | 4月20日  | 「憧れの海外移住に挑戦した女性たちのリアルストーリー」   |                                                                                      |
| 第30話 | 4月27日  | 「フランス移住! 本場フレンチトースト」                   |                                                                                      |
| 第31話 | 5月4日   | 「女憧れNY移住シェアハウスで急展開」                     |                                                                                      |
| 第32話 | 5月11日  | 「NYで部屋探し住みたい間取り大特集」                     |                                                                                      |
| 第33話 | 5月18日  | 「余ったチーズがフランス調理術で美味」                   |                                                                                      |
| 第34話 | 5月25日  | 「大島美幸NY旅極上美食&雑貨店巡り」                      | 大島美幸がNYを訪問。                                                                 |
| 第35話 | 6月1日   | 「大島 in NY〜後編〜 泣き虫ウーマン佐藤飛鳥・最終章」    | 大島美幸がNYを訪問。                                                                 |
| 第36話 | 6月8日   | 「女性必見! 人気渡航先ハワイの移住者が教える“表と裏”」   |                                                                                      |
| 第37話 | 6月15日  | 「じゃじゃウーマン“はじめてのバルセロナ”」               |                                                                                      |
| 第38話 | 6月22日  | 「ハワイ移住ウーマンから学ぶホノルルで千倍マル得SP!」    |                                                                                      |
| 第39話 | 6月29日  | 「じゃじゃウーマンが行く魅惑のスペイン!」                |                                                                                      |
| 第40話 | 7月6日   | 「移住経験者が教える魅惑のオージーライフ」               |                                                                                      |
| 第41話 | 7月13日  | 「LiLiCoが母国スウェーデンの魅力を伝授!」                |                                                                                      |
| 第42話 | 7月20日  | 「スウェーデン〜後編〜北欧デザインとサマーハウス」       |                                                                                      |
| 第43話 | 7月27日  | 「世界遺産サグラダ・ファミリアに大感動!」                |                                                                                      |
| 第44話 | 8月3日   | 「シェアハウスで重大事件勃発」                           |                                                                                      |
| 第45話 | 8月10日  | 「アンダルシアへ鉄道絶景旅」                             |                                                                                      |
| 第46話 | 8月17日  | 「本場のフラメンコと先輩ウーマンとの出会い」             |                                                                                      |
| 第47話 | 8月31日  | 「じゃじゃウーマンスペイン最終章-女の決断」              |                                                                                      |
| 第48話 | 9月7日   | 「田舎っ娘ウーマンとおせっかい英国婦人-序章-」           |                                                                                      |
| 第49話 | 9月14日  | 「人気ビンテージショップで旬モード女子に変身」           |                                                                                      |
| 第50話 | 9月21日  | 「ウィンザーの旅でマザーが明かした思い」                 |                                                                                      |
| 第51話 | 9月28日  | 「田舎っ娘ウーマンとおせっかい英国婦人-最終章-」         |                                                                                      |
| 第52話 | 10月5日  | 「新シリーズ始動！芸能人ウーマン海外移住」               | 浜口順子がパリでデザイナーに、高田里穂がロサンゼルスでハリウッド女優デビューに挑戦。 |
| 第53話 | 10月12日 | 「前途多難な海外移住・本格始動！」                       | 浜口順子がパリでデザイナーに、高田里穂がロサンゼルスでハリウッド女優デビューに挑戦。 |
| 第54話 | 10月19日 | 「それぞれが踏み出した夢への1歩」                        | 浜口順子がパリでデザイナーに、高田里穂がロサンゼルスでハリウッド女優デビューに挑戦。 |
| 第55話 | 10月26日 | 「パリジェンヌ気分に！パリ移住シミュレーション」         | 浜口順子がパリでデザイナーに、高田里穂がロサンゼルスでハリウッド女優デビューに挑戦。 |
| 第56話 | 11月2日  | 「ファッションの祭典「パリ・コレクション」に潜入！」     | 浜口順子がパリでデザイナーに、高田里穂がロサンゼルスでハリウッド女優デビューに挑戦。 |
| 第57話 | 11月9日  | 「イケメンパリジャンとはしごデートで恋の予感!?」         | 浜口順子がパリでデザイナーに、高田里穂がロサンゼルスでハリウッド女優デビューに挑戦。 |
| 第58話 | 11月16日 | 「パリのおしゃれ物件めぐりと初オーディション」           | 浜口順子がパリでデザイナーに、高田里穂がロサンゼルスでハリウッド女優デビューに挑戦。 |
| 第59話 | 11月23日 | 「憧れのデザイナーとの運命の出会い」                     | 浜口順子がパリでデザイナーに、高田里穂がロサンゼルスでハリウッド女優デビューに挑戦。 |
| 第60話 | 11月30日 | 「アクターズスクールで目の当たりにした厳しい現実」       | 浜口順子がパリでデザイナーに、高田里穂がロサンゼルスでハリウッド女優デビューに挑戦。 |
| 第61話 | 12月7日  | 「パリ&ハリウッドそれぞれの涙」                          | 浜口順子がパリでデザイナーに、高田里穂がロサンゼルスでハリウッド女優デビューに挑戦。 |
| 第62話 | 12月14日 | 「改めて踏み出した目標への1歩」                          | 浜口順子がパリでデザイナーに、高田里穂がロサンゼルスでハリウッド女優デビューに挑戦。 |
| 第63話 | 12月21日 | 「L.A.でのラストオーディション」                         | 浜口順子がパリでデザイナーに、高田里穂がロサンゼルスでハリウッド女優デビューに挑戦。 |
| 第64話 | 12月28日 | 「ハリウッド女優修業・大感動のフィナーレ」               | 浜口順子がパリでデザイナーに、高田里穂がロサンゼルスでハリウッド女優デビューに挑戦。 |

| 第65話  | 1月4日   | 「芸能人ウーマン完結編！」                                                                                            | 浜口順子がパリでデザイナー挑戦。                                                                          |
| 第66話  | 1月11日  | 「シンガーソングライター憧れのNY移住」                                                                                | |
| 第67話  | 1月18日  | 「ニューヨーク最新グルメツアー」                                                                                      | |
| 第68話  | 1月25日  | 「じゃじゃウーマンが行く！ミラノ世界遺産と美食グルメ」                                                                | |
| 第69話  | 2月1日   | 「ミラノ流ショッピングスペシャル！」                                                                                  | |
| 第70話  | 2月8日   | 「NY最新ナイトライフ&ジャムセッション初体験」                                                                         | |
| 第71話  | 2月15日  | 「NY最新ナイトライフ&ジャムセッション初体験」                                                                         | |
| 第72話  | 2月22日  | 「1万円で大満喫！ミラノ女子会ツアー」                                                                                 | |
| 第73話  | 3月1日   | 「トランクまるごとプレゼント〜ミラノ編〜」                                                                            | |
| 第74話  | 3月8日   | 「2度目のNY移住生活へ密着」                                                                                           | |
| 第75話  | 3月15日  | 「NYで部屋さがし〜ワケあり物件SP〜」                                                                                  | |
| 第76話  | 3月22日  | 「トランクまるごとプレゼント〜台湾・前篇〜」                                                                          | 大島美幸が台湾を訪問。                                                                                    |
| 第77話  | 3月29日  | 「トランクまるごとプレゼント〜台湾・後篇〜」                                                                          | 大島美幸が台湾を訪問。                                                                                    |
| 第78話  | 4月5日   | 「芸能人御用達の㊙スポット巡り」                                                                                      | 鈴木奈々がハワイを訪問。                                                                                  |
| 第79話  | 4月12日  | 「道端ジェシカさんおすすめ極上ハワイ旅♪」                                                                             | 鈴木奈々がハワイを訪問。                                                                                  |
| 第80話  | 4月19日  | 「紗栄子さんパリ76時間プライベート旅に密着!」                                                                         | 紗栄子がパリを訪問。                                                                                      |
| 第81話  | 4月26日  | 「紗栄子さんパリ76時間プライベート旅♪ 後篇」                                                                          | 紗栄子がパリを訪問。                                                                                      |
| 第82話  | 5月3日   | 「49時間で満喫!週末ソウル2泊3日OL旅 前篇」                                                                            | 水卜麻美がソウルを訪問。                                                                                  |
| 第83話  | 5月10日  | 「49時間で満喫!週末ソウル2泊3日OL旅 後篇」                                                                            | 水卜麻美がソウルを訪問。                                                                                  |
| 第84話  | 5月17日  | 「超豪華ホテルを遊びつくす！2泊3日シンガポール女子旅！前篇」                                                          | 渡辺直美、小川暖奈（スパイク）がシンガポールを訪問。                                                      |
| 第85話  | 5月24日  | 「超豪華ホテルを遊びつくす！2泊3日シンガポール女子旅！後篇」                                                          | 渡辺直美、小川暖奈（スパイク）がシンガポールを訪問。                                                      |
| 第86話  | 5月31日  | 「フロリダ ウォルト・ディズニー・ワールド・リゾートの魅力を大公開！前篇」                                             | マギー、菊地亜美がフロリダを訪問。                                                                        |
| 第87話  | 6月7日   | 「フロリダ ウォルト・ディズニー・ワールド・リゾートの魅力を大公開！後篇」                                             | マギー、菊地亜美がフロリダを訪問。                                                                        |
| 第88話  | 6月14日  | 「イタリア縦断！本場パスタ10皿食べ尽くし旅 前篇」                                                                     | 秋元才加がイタリアを訪問。                                                                                |
| 第89話  | 6月21日  | 「イタリア縦断！本場パスタ10皿食べ尽くし旅 後篇」                                                                     | 秋元才加がイタリアを訪問。                                                                                |
| 第90話  | 6月28日  | 「この夏行きたい香港vs台湾！前篇」                                                                                    | 白鳥久美子が台湾、足立梨花が香港を訪問。                                                                  |
| 第91話  | 7月5日   | 「この夏行きたい香港vs台湾！後篇」                                                                                    | 白鳥久美子が台湾、足立梨花が香港を訪問。                                                                  |
| 第92話  | 7月12日  | 「日テレ人気女子アナ軍団 6人のリアル女子会にカメラが潜入！」                                                          | 水ト会（水卜麻美、徳島えりか、久野静香、杉野真実 後藤晴菜、郡司恭子）に大島優子が潜入。                   |
| 第93話  | 7月19日  | 「日本でも食べられる世界の美味しいグルメ」                                                                            | |
| 第94話  | 7月26日  | 「ハワイグルメ食べ尽くしツアー！前篇」                                                                                | 水卜麻美がハワイを訪問。                                                                                  |
| 第95話  | 8月2日   | 「ハワイグルメ食べ尽くしツアー！後篇」                                                                                | 水卜麻美がハワイを訪問。                                                                                  |
| 第96話  | 8月9日   | 「日本に住む外国人ウーマン！母国の味が恋しくなったら？」                                                              | |
| 第97話  | 8月16日  | 「カップルで行きたいモルディブ！前篇」                                                                                | 鹿沼憂妃、與真司郎がモルディブを訪問。                                                                    |
| 第98話  | 8月23日  | 「カップルで行きたいモルディブ！後篇」                                                                                | 鹿沼憂妃、與真司郎がモルディブを訪問。                                                                    |
| 第99話  | 9月6日   | 「スイス絶景世界遺産ツアー！前篇」                                                                                    | 菅野美穂がスイスを訪問。                                                                                  |
| 第100話 | 9月13日  | 「スイス絶景世界遺産ツアー！後篇」                                                                                    | 菅野美穂がスイスを訪問。                                                                                  |
| 第101話 | 9月20日  | 「知る人ぞ知るのディープスポットツアー！前篇」                                                                        | 大島優子がグアムを訪問。                                                                                  |
| 第102話 | 9月27日  | 「知る人ぞ知るのディープスポットツアー！後篇」                                                                        | 大島優子がグアムを訪問。                                                                                  |
| 第103話 | 10月4日  | 「ワケありウーマン5人アメリカ横断旅！」(1) Los Angeles→Las Vegas                                                      | 日向千歩、大橋リナ、杉森茜、加藤明子、平沼ファナが ロサンゼルスからニューヨークまでモーターホームで横断。 |
| 第104話 | 10月11日 | 「ワケありウーマン5人アメリカ横断旅！」(2) Monument Valley→Flagstaff :ゲスト：吉村崇（平成ノブシコブシ）              | 日向千歩、大橋リナ、杉森茜、加藤明子、平沼ファナが ロサンゼルスからニューヨークまでモーターホームで横断。 |
| 第105話 | 10月18日 | 「ワケありウーマン5人アメリカ横断旅！」(3) Flagstaff→Phoenix:ゲスト：大久保佳代子                                     | 日向千歩、大橋リナ、杉森茜、加藤明子、平沼ファナが ロサンゼルスからニューヨークまでモーターホームで横断。 |
| 第106話 | 10月25日 | 「ワケありウーマン5人アメリカ横断旅！」(4) Wyoming→Rapid City:ゲスト：加藤ミリヤ                                      | 日向千歩、大橋リナ、杉森茜、加藤明子、平沼ファナが ロサンゼルスからニューヨークまでモーターホームで横断。 |
| 第107話 | 11月1日  | 「ワケありウーマン5人アメリカ横断旅！」(5) Minnesota:ゲスト：友近                                                     | 日向千歩、大橋リナ、杉森茜、加藤明子、平沼ファナが ロサンゼルスからニューヨークまでモーターホームで横断。 |
| 第108話 | 11月8日  | 「ワケありウーマン5人アメリカ横断旅！」(6) Chicago, Sedona:ゲスト：貫地谷しほり                                       | 日向千歩、大橋リナ、杉森茜、加藤明子、平沼ファナが ロサンゼルスからニューヨークまでモーターホームで横断。 |
| 第109話 | 11月15日 | 「ワケありウーマン5人アメリカ横断旅！」(7) Denver:ゲスト：ビビる大木                                                  | 日向千歩、大橋リナ、杉森茜、加藤明子、平沼ファナが ロサンゼルスからニューヨークまでモーターホームで横断。 |
| 第110話 | 11月22日 | 「ワケありウーマン5人アメリカ横断旅！」(8) Minneapolis→Wisconsin:ゲスト：大島美幸                                     | 日向千歩、大橋リナ、杉森茜、加藤明子、平沼ファナが ロサンゼルスからニューヨークまでモーターホームで横断。 |
| 第111話 | 11月29日 | 「ワケありウーマン5人アメリカ横断旅！」(9) Niagara Falls:ゲスト：高橋真麻                                             | 日向千歩、大橋リナ、杉森茜、加藤明子、平沼ファナが ロサンゼルスからニューヨークまでモーターホームで横断。 |
| 第112話 | 12月6日  | 「ワケありウーマン5人アメリカ横断旅！」特別編 Los Angeles→Chicago:ゲスト：SHELLY                                      | 日向千歩、大橋リナ、杉森茜、加藤明子、平沼ファナが ロサンゼルスからニューヨークまでモーターホームで横断。 |
| 第113話 | 12月13日 | 「ワケありウーマン5人アメリカ横断旅！」(10) Milwaukee:ゲスト：本田翼                                                  | 日向千歩、大橋リナ、杉森茜、加藤明子、平沼ファナが ロサンゼルスからニューヨークまでモーターホームで横断。 |
| 第114話 | 12月20日 | 「ワケありウーマン5人アメリカ横断旅！」(11) Milwaukee→Washington,DC:ゲスト：渡部建（アンジャッシュ）                  | 日向千歩、大橋リナ、杉森茜、加藤明子、平沼ファナが ロサンゼルスからニューヨークまでモーターホームで横断。 |
| 第115話 | 12月27日 | 「ワケありウーマン5人アメリカ横断旅！」完結編 Washington,DC→New York:ゲスト：渡部建（アンジャッシュ）、miwa、竹山隆範 | 日向千歩、大橋リナ、杉森茜、加藤明子、平沼ファナが ロサンゼルスからニューヨークまでモーターホームで横断。 |

| 第116話 | 1月3日  | 「ウーマン3人オーストラリア縦断旅」(1) Japan→Australia:ゲスト：miwa、竹山隆範                           | 青山あみ、岡村いずみ、川辺優紀子がオーストラリアを縦断。 ※2月21日より、岡村いずみ⇒斉藤アリスに変更。 |
| 第117話 | 1月10日 | 「ウーマン3人オーストラリア縦断旅」(2) Cairns:ゲスト：辻仁成、吉村崇（平成ノブシコブシ）                | 青山あみ、岡村いずみ、川辺優紀子がオーストラリアを縦断。 ※2月21日より、岡村いずみ⇒斉藤アリスに変更。 |
| 第118話 | 1月17日 | 「ウーマン3人オーストラリア縦断旅」(3) Cairns:ゲスト：ダレノガレ明美                                    | 青山あみ、岡村いずみ、川辺優紀子がオーストラリアを縦断。 ※2月21日より、岡村いずみ⇒斉藤アリスに変更。 |
| 第119話 | 1月24日 | 「ウーマン3人オーストラリア縦断旅」(4) Cairns:ゲスト：陣内智則                                          | 青山あみ、岡村いずみ、川辺優紀子がオーストラリアを縦断。 ※2月21日より、岡村いずみ⇒斉藤アリスに変更。 |
| 第120話 | 1月31日 | 「ウーマン3人オーストラリア縦断旅」(5) Hervey Bay:ゲスト：鈴木奈々                                      | 青山あみ、岡村いずみ、川辺優紀子がオーストラリアを縦断。 ※2月21日より、岡村いずみ⇒斉藤アリスに変更。 |
| 第121話 | 2月7日  | 「ウーマン3人オーストラリア縦断旅」(6) Hervey Bay:ゲスト：ビビる大木                                    | 青山あみ、岡村いずみ、川辺優紀子がオーストラリアを縦断。 ※2月21日より、岡村いずみ⇒斉藤アリスに変更。 |
| 第122話 | 2月14日 | 「ウーマン3人オーストラリア縦断旅」(7) Gold Coast→Sydney:ゲスト：田中卓志（アンガールズ）               | 青山あみ、岡村いずみ、川辺優紀子がオーストラリアを縦断。 ※2月21日より、岡村いずみ⇒斉藤アリスに変更。 |
| 第123話 | 2月21日 | 「ウーマン3人オーストラリア縦断旅」(8) Sydney:ゲスト：城田優                                            | 青山あみ、岡村いずみ、川辺優紀子がオーストラリアを縦断。 ※2月21日より、岡村いずみ⇒斉藤アリスに変更。 |
| 第124話 | 2月28日 | 「ウーマン3人オーストラリア縦断旅」(9) Sydney:ゲスト：佐々木希                                          | 青山あみ、岡村いずみ、川辺優紀子がオーストラリアを縦断。 ※2月21日より、岡村いずみ⇒斉藤アリスに変更。 |
| 第125話 | 3月7日  | 「ウーマン3人オーストラリア横断旅」(10) Sydney:ゲスト：バカリズム                                       | 青山あみ、岡村いずみ、川辺優紀子がオーストラリアを縦断。 ※2月21日より、岡村いずみ⇒斉藤アリスに変更。 |
| 第126話 | 3月14日 | 「ウーマン3人オーストラリア縦断旅」(11) Sydney→Melbourne:ゲスト：田中みな実、吉村崇（平成ノブシコブシ） | 青山あみ、岡村いずみ、川辺優紀子がオーストラリアを縦断。 ※2月21日より、岡村いずみ⇒斉藤アリスに変更。 |
| 第127話 | 3月21日 | 「ウーマン3人オーストラリア縦断旅」(12) Melbourne:ゲスト：劇団ひとり                                    | 青山あみ、岡村いずみ、川辺優紀子がオーストラリアを縦断。 ※2月21日より、岡村いずみ⇒斉藤アリスに変更。 |
| 第128話 | 3月28日 | 「ウーマン3人オーストラリア縦断旅」完結編 Uluru                                                         | 青山あみ、岡村いずみ、川辺優紀子がオーストラリアを縦断。 ※2月21日より、岡村いずみ⇒斉藤アリスに変更。 |

## ネット局
| 放送対象地域   | 放送局                    | 系列                                         | 放送曜日・時間                |
| -------------- | ------------------------- | -------------------------------------------- | ----------------------------- |
| 関東広域圏     | 日本テレビ（NTV） 制作局  | 日本テレビ系列                               | 土曜 23:30 - 23:55            |
| 北海道         | 札幌テレビ（STV）         | 日本テレビ系列                               | 土曜 23:30 - 23:55            |
| 青森県         | 青森放送（RAB）           | 日本テレビ系列                               | 土曜 23:30 - 23:55            |
| 岩手県         | テレビ岩手（TVI）         | 日本テレビ系列                               | 土曜 23:30 - 23:55            |
| 宮城県         | ミヤギテレビ（MMT）       | 日本テレビ系列                               | 土曜 23:30 - 23:55            |
| 秋田県         | 秋田放送（ABS）           | 日本テレビ系列                               | 土曜 23:30 - 23:55            |
| 山形県         | 山形放送（YBC）           | 日本テレビ系列                               | 土曜 23:30 - 23:55            |
| 福島県         | 福島中央テレビ（FCT）     | 日本テレビ系列                               | 土曜 23:30 - 23:55            |
| 山梨県         | 山梨放送（YBS）           | 日本テレビ系列                               | 土曜 23:30 - 23:55            |
| 新潟県         | テレビ新潟（TeNY）        | 日本テレビ系列                               | 土曜 23:30 - 23:55            |
| 長野県         | テレビ信州（TSB）         | 日本テレビ系列                               | 土曜 23:30 - 23:55            |
| 静岡県         | 静岡第一テレビ（SDT）     | 日本テレビ系列                               | 土曜 23:30 - 23:55            |
| 富山県         | 北日本放送（KNB）         | 日本テレビ系列                               | 土曜 23:30 - 23:55            |
| 石川県         | テレビ金沢（KTK）         | 日本テレビ系列                               | 土曜 23:30 - 23:55            |
| 福井県         | 福井放送（FBC）           | 日本テレビ系列                               | 土曜 23:30 - 23:55            |
| 中京広域圏     | 中京テレビ（CTV）         | 日本テレビ系列                               | 土曜 23:30 - 23:55            |
| 近畿広域圏     | 読売テレビ（ytv）         | 日本テレビ系列                               | 土曜 23:30 - 23:55            |
| 島根県・鳥取県 | 日本海テレビ（NKT）       | 日本テレビ系列                               | 土曜 23:30 - 23:55            |
| 広島県         | 広島テレビ（HTV）         | 日本テレビ系列                               | 土曜 23:30 - 23:55            |
| 山口県         | 山口放送（KRY）           | 日本テレビ系列                               | 土曜 23:30 - 23:55            |
| 徳島県         | 四国放送（JRT）           | 日本テレビ系列                               | 土曜 23:30 - 23:55            |
| 香川県・岡山県 | 西日本放送（RNC）         | 日本テレビ系列                               | 土曜 23:30 - 23:55            |
| 愛媛県         | 南海放送（RNB）           | 日本テレビ系列                               | 土曜 23:30 - 23:55            |
| 高知県         | 高知放送（RKC）           | 日本テレビ系列                               | 土曜 23:30 - 23:55            |
| 福岡県         | 福岡放送（FBS）           | 日本テレビ系列                               | 土曜 23:30 - 23:55            |
| 長崎県         | 長崎国際テレビ（NIB）     | 日本テレビ系列                               | 土曜 23:30 - 23:55            |
| 熊本県         | くまもと県民テレビ（KKT） | 日本テレビ系列                               | 土曜 23:30 - 23:55            |
| 大分県         | テレビ大分（TOS）         | 日本テレビ系列 フジテレビ系列                | 土曜 23:30 - 23:55            |
| 宮崎県         | テレビ宮崎（UMK）         | フジテレビ系列 日本テレビ系列 テレビ朝日系列 | 土曜 23:30 - 23:55            |
| 鹿児島県       | 鹿児島読売テレビ（KYT）   | 日本テレビ系列                               | 土曜 23:30 - 23:55            |
| 沖縄県         | 琉球放送（RBC）           | TBS系列                                      | 土曜 0:15 - 0:40 （金曜深夜） |

- テレビ宮崎は『土曜プレミアム』の拡大等により時差放送を行う場合がある。

## テーマ曲
- JUJU「Dreamer」（2012年10月6日 - 2014年3月29日）
- miwa「Let me go」（2014年4月5日 - 9月27日）
- ブリット・ニコル「Gold」（2014年10月4日 - 12月6日）
- miwa「super heroine」（2014年12月13日 - 2015年3月28日）

## スタッフ
2015年3月28日放送（最終回時点）のもの。
- ビジュアルデザイン：清川あさみ
- ナレーター：西健亮
- 企画・演出：安島隆、小江翼（小江→以前は、ディレクター）
- 構成：アリエシュンスケ、林田晋一、飯塚大悟
- 美術プロデューサー：牧野沙和
- デザイン：熊崎真知子
- 装置：前田忠輝
- 装飾：前田睦美
- 電飾：川井智香子
- メイク：鬼頭恵美
- TM：樋口正史
- SW：中村哲也
- カメラ：小林宏義（小林→SWの回あり）
- 音声：依田真和
- 調整：伊東大哲
- 照明：鈴木道隆
- 編集：加納敏行、磯部秀将
- MA：安藤隆司
- 音効：小田切暁（フナヤ）
- TK：池田佳寿子
- リサーチ：村田恭子（Vispo）
- 協力：NiTRo、日本テレビアート、イカロス（旧 読売映像）、オーストラリア政府観光局、東京オフラインセンター
- コーディネーター：CPインターナショナル
- 進行：久保田聡
- デスク：本郷直
- アシスタントディレクター：桃原明子、日比絢菜、村上直美、松林里奈、大平真一、久石悠子
- ディレクター：武石政人、三脇えり奈、今村光宏、佐津川陽、児山昌平、千頭浩隆、須原淳一郎、廣田彰大、野村緑、千田理恵（野村・千田→以前はAD）
- プロデューサー：井原亮子、西口晃彦、藤田由美（藤田→以前はAP）
- 統括プロデューサー：中村博行
- チーフプロデューサー：安岡喜郎
- 制作協力：IVSテレビ制作、ROLL ONE
- 製作著作：日本テレビ

### 過去のスタッフ
- ナレーター：中尾良平、服部伴蔵門、あおい洋一郎
- 構成：北村安湖
- SW：吉田健治
- カメラ：望月達史、水梨潤、大庭茂嗣
- 装飾：片岡あさみ
- 調整：三山隆浩、作田和矢、宮入俊彰
- 照明：高星武志
- 編集：照沼健太、山野井太郎
- リサーチ：野村直子（Vispo）
- コーディネーター：山川真理、佐藤稔、鈴木いづみ、タミーズハート、Topspin、Zazou ProductionS，Inc.、メディックスコリア
- ロケ技術：高川潤子、片山徳彦（LINK JAPAN）
- CG：アイヴリックスタジオ、岩澤新平
- 情報協力：留学ジャーナル、JAWHM
- 協力：T&S CO.,Ltd.、J-crew
- 編成：小島友行、兼島奈々、池田潔美、森俊憲
- 営業：鯉渕友康、東井文太、岩田隆、瀬戸口正克
- デジタル：別府彩夏
- PR：戸田聖一郎
- 進行：櫻井京子
- アシスタントディレクター：柴田玲奈、石原智香
- ディレクター：三好剛、斉藤哲夫、永井大輔、葛西愛子、宋炅濬、池端強、大田久美子、小林周一、濱本美香、岩波純
- プロデューサー：堀金澄彦、高谷和男、成瀬広靖
- チーフプロデューサー：松崎聡男